# تچیاکویسکی ۲۲۶۶
سیارک ۲۲۶۶ (به انگلیسی: 2266 Tchaikovsky، نامگذاری:1974VK) دو هزار و دویست و شصت و ششمین سیارک کشف شده‌است که در ۱۲ نوامبر ۱۹۷۴ کشف شد.
قدر مطلق سیارک برابر ۱۰٫۸۰ است.